# Болва
Болва (на руски: Болва) е река в Калужка и Брянска област на Русия, ляв приток на Десна (ляв приток на Днепър). Дължина 213 km. Площ на водосборния басейн 4340 km².
Река Болва води началото си от южните части на Смоленско-Московското възвишение, в северозападната част на Калужка област на Русия, на 243 m н.в., на 1,5 km източно от село Каменка. По цялото си протежение тече предимно в южна посока през слабохълмисти райони, предимно в плитка долина. В долното си течение на известно разстояние служи за граница между Калужка и Брянска област, след което изцяло навлиза в Брянска област. Влива се отляво в река Десна (ляв приток на Днепър), на 144 m н.в., в чертите на град Брянск. Основни притоци: леви – Ковилинка, Дегна, Неруч, Неполот, Овсорок, Радица; десни – Песочная, Колчинка, Верешчевка. Има предимно снежно подхранване. Среден годишен отток в устието 22 m³/s. В долното си течение е плавателна за плиткогазещи съдове. По бреговете на реката са разположени множество населени места, в т.ч. градовете Киров и Людиново в Калужка област, градивете Фокино и Брянск и селищата от градски тип Любохна и Радица-Криловка в Брянска област.